# Ksienija Dudkina
Ksienija Pawłowna Dudkina, ros. Ксения Павловна Дудкина (ur. 25 lutego 1995 w Omsku) – rosyjska gimnastyczka artystyczna, złota medalistka olimpijska, mistrzyni igrzysk olimpijskich młodzieży, 2-krotna mistrzyni Europy.

## Ordery i odznaczenia
- Order Przyjaźni (13 sierpnia 2012 roku) - za wielki wkład w rozwój kultury fizycznej i sportu, wysokie osiągnięcia sportowe na zawodach XXX Olimpiady 2012 roku w mieście Londynie (Wielka Brytania)[2]